# هوارد فين
هوارد فين (بالإنجليزية: Howard Finn)‏ هو سياسي أمريكي، ولد في 20 سبتمبر 1917، وتوفي في 12 أغسطس 1986. حزبياً، نشط في الحزب الجمهوري والحزب الديمقراطي.